# Sergio Romero
Sergio Germán Romero (Bernardo de Irigoyen, 1987. február 22. –) olimpiai aranyérmes, világbajnoki ezüstérmes argentin labdarúgó, kapus. Jelenleg az argentín  Boca Juniors játékosa.

## Pályafutása

### AZ Alkmaar
2007-ben 1,5 millió euróért került az AZ-hez a Racing klubtól. A 2008-2009-es szezonban ő volt az AZ első számú kapusa és 18 gól nélküli meccse volt. 2009 áprilisában bebiztosították Eredivisie győzelmüket a 31. fordulóban.

### Sampdoria
2011 augusztus végén az olasz UC Sampdoria csapata igazolta le 2,1 millió angol fontért.
A 2013-2014-es szezont kölcsönben a francia AS Monaco-nál töltötte, ahol háromszor lépett pályára.

### Manchester United
2015. július 27-én ingyen került a Manchester United csapatához, ahol együtt dolgozhatott korábbi menedzserével, a holland Louis van Gaal-lal.

### Venezia
2021. október 11-én aláírt az olasz Venezia csapatához egy évre.

### A válogatottban
Az U20-as válogatottban Paraguay ellen mutatkozott be, és még 2007-ben megnyert e az U20-as világbajnokságot Kanadában.
2008-ban ő védett az olimpián Oscar Ustari sérülése miatt, és Argentínával olimpiai bajnok lett.
A 2010-es labdarúgó-világbajnokságon és a 2014-es labdarúgó-világbajnokságon, valamint a 2015-ös chilei Copa Americán is ő Argentína első számú kapusa.

## Sikerei, díjai
AZ Alkmaar
- Holland bajnok: 2008-2009
- Holland szuperkupa-győztes: 2009

Argentína
- 2007-es U20-as világbajnok
- Olimpiai bajnok: 2008
- 2014-es labdarúgó-világbajnokság: döntős
- 2015-ös Copa America: döntős

Manchester United FC
- FA kupa: 2016
- Community Shield: 2016
- Ligakupa győztes: 2016–2017
- Európa-liga győztes: 2016–2017[2]